# 사이도쇼역
사이도쇼역(일본어: 採銅所駅)은 일본 후쿠오카현 다가와군 가와라정에 위치한 규슈 여객철도 소속 철도역이며, 히타히코산 선의 정차역이다.

## 역 구조
단식 승강장 2면 2선을 가지는 지상역. 이전에는 2면 3선이었지만, 중선인 2번 선은 폐지되었다. 무인역이며 자동 매표기가 설치되어 있다.
역사는 1915년의 개업 이래이다. 노후화가 현저하기 때문에 해체가 검토되었지만, 보존 운동에 의해 2010년 9월에 규슈 여객철도로부터 가와라정으로 무상 양도 되었다. 가와라 정에서는 역사를 유형 문화재로 지정해, 총 공사비 1,000만엔으로 2011년 4월 26일부터 7월 22일에 걸쳐 개·보수 공사를 실시하였다. 같은 해 10월 23일, 역사 수복등을 축하하는 기념비의 제막식이 거행되었다.

## 인접 역
| 히타히코산 선    | 히타히코산 선   | 히타히코산 선      |
| ---------------- | --------------- | ------------------ |
| 요부노 조노 방면 | ■ 히타히코산 선 | 가와라 요아케 방면 |